# Тодор Атанасов (художник)
 Тази статия е за художника.  За други хора с това име вижте Тодор Атанасов.  
Тодор Атанасов Атанасов е български художник-график.

## Биография
Учи в класическата мъжка гимназия „Георги Раковски“, където негов учител по рисуване е видният бургаски художник и скулптор Петко Задгорски. През 1954 г. завършва специалност скулптура във ВИИИ „Николай Павлович“ в класа на проф. Иван Фунев, но твори предимно в областта на графиката, в жанровете пейзаж и градски пейзаж, голо тяло, илюстрация. Много от картините му имат за сюжети антифашистката борба и живота на моряците и рибарите. Автор е и на няколко екслибриса: на композитора Тончо Русев, на поетите Христо Фотев, Ваньо Вълчев и Илия Буржев. Използва различни техники: суха игла, офорт, литография, монотипия, линорезба. Автор е и на пет бюста в Бургас. От 1959 г. до края на живота си редовно участва във всички общи художествени изложби, а приживе урежда около десет самостоятелни. Негови картини са показвани на редица експозиции в чужбина.
От 1962 до 1973 г. Тодор Атанасов е секретар на групата на бургаските художници, от 1973 до 1979 г. е отговорен секретар на СБХ. Създател и първи директор от 1965 до 1973 г. на Бургаската художествена галерия „Петко Задгорски“, председател на Окръжния съвет за изкуство и култура от 1969 до 1973 г. Основава графичната база в Бургас, която ежегодно се посещава от много художници от страната и чужбина. Един от организаторите на международните симпозиуми по скулптура в местността Отманли край Бургас.
Награден е с орден „Кирил и Методий“ – I степен през 1972 г., отличен е с наградата на СБХ за графика на името на Веселин Стайков през 1975 г., „заслужил художник“ от 1977 г.